# Virginia Slims of Pennsylvania 1984
Virginia Slims of Pennsylvania 1984, також відомий під назвою Ginny of Central Pennsylvania,  — жіночий тенісний турнір, зо проходив на закритих кортах з килимовим покриттям Hershey Racquet Club у Герші (США). Належав до Ginny Tournament Circuit в рамках Світової чемпіонської серії Вірджинії Слімс 1984. Тривав з 9 січня до 15 січня 1984 року. Несіяна Катаріна Ліндквіст здобула титул в одиночному розряді.

## Фінальна частина

### Одиночний розряд
Катаріна Ліндквіст —  Бет Герр 6–4, 6–0
- Для Ліндквіст це був 1-й титул в одиночному розряді за кар'єру.

### Парний розряд
Марцела Скугерська /  Катержина Богмова —  Енн Гендрікссон /  Ненсі Їрджин 6–1, 6–3
- Для Скугерської це був єдиний титул за кар'єру. Для Богмової це був перший титул за сезон і другий - у кар'єрі.

## Нотатки
1. ↑  Ginny Tournament Circuit 1984 складався з восьми турнірів з призовим фондом 50 тис. доларів кожен, що проходили з лютого по вересень, і завершального турніру Ginny Championships з призовим фондом 150 тис. доларів у січні 1985 року. Усі турніри відбулись у США[1]